# VenusFountain
『VenusFountain』（ヴィーナスファウンテン）は、2012年より稼動を開始した、コナミアミューズメント（2016年10月まではコナミデジタルエンタテインメント）の大型メダルプッシャーゲームである。

## 概要
大型タッチパネル画面と水の演出を組み合わせた『新世代（スマート）メダルゲーム』と謳われており、実際に水が噴射されてさまざまな色のイルミネーションと共に派手な演出をするという特徴を持つ。また実物のメダルだけでなく、タッチパネル画面上のメダルをタッチ操作で投入する事も出来る。コナミが得意とするボールによる物理抽選演出も健在で、プレイしても見ていても楽しめる作りとなっている。今作のJPチャンス抽選は、抽選方法の異なる「VENUS JACKPOT」と「FOUNTAIN JACKPOT」の2種類存在する（後述）。
ステーションは8基で、最大8人まで遊ぶことができる（製品仕様上・2人でステーション1基を使うと最大16人）。
タイトルコール及びジャックポットチャンスのナレーションは俳優の森一丁が担当している。

## 基本ルール
メダル投入口はタッチパネル画面の手前に存在する。そこから左右のレバーで投入方向を調整してメダルを入れ、プッシャーテーブルの動きを利用してフィールド上に存在するメダルやボールを落としていく。なお投入口の容量は他のプッシャーゲームより小さく、メダルがこぼれやすい設計になっている。
加えて今作では「デジタルメダル」が使用可能で、画面上に蓄えられたデジタルメダルをタッチ操作で投入出来る。デジタルメダルの採用により、従来のメダルゲームと比べて手が汚れにくいというメリットもある。さらにコナミのメダルゲーム統合システム「MILLIONET」の一機能である「ミリオンキーパー」を併用して全てデジタルメダルで遊ぶことで、メダルに一切触れることなくプレイ可能。また店舗によっては、100円硬貨を投入し転送ボタンを押すことでデジタルメダルを追加する事も出来る。「払い出し」ボタンを押すとメダルとしてステーション右側の払出口に払い出せるが、投入口同様に払出口の容量も小さいためメダルがあふれやすい。
デジタルメダルの投入方法は複数存在し、自分好みの投入方法を選択出来る。自分でメダルを好きなだけ投入するタイプ、自動的にメダルを投入するタイプ、ボタンを押すとプッシャーの動きに合わせてメダルを投入してくれるアシスト付タイプ（らくらくモード）などがある。デジタルメダル1枚の価値も変更可能で（1〜5枚）、価値変更後に投入するとその枚数分のメダルがまとめて投入される。
投入方法・デジタルメダルの価値・およびメダルの扱い方は、画面上の「カスタム」ボタンをタッチすると変更可能。なお「らくらくモード」は、投入方法が「自動」の場合は無効となる（投入方法がらくらくモードと同じであるため）。

### カスタム一覧
投入方法
- フリー - 初期設定。タッチエリアにあるメダルを自由に動かせるが、メダルの動きが忠実に再現されるため、奥のメダルを取ろうとすると手前にあるメダルも一緒に動いてしまい、動いたメダルが意図しないタイミングで投入されてしまうこともある。
- 整列 小 - メダルが一列に並ぶ。横にスライドする形になるため投入が簡単になる。2枚以上のメダルをスライドすると一度に投入できる。
- 整列 大 - メダルが一列に並ぶ。基本的に「整列 小」と同じだが、メダルが大きく見やすいのが特徴。スライド投入は1回に3枚まで可能。
- 自動 - プッシャーの動きに合わせて自動投入される。ON/OFFボタンのタッチにより投入停止/再開を切替可能。
- タッチ - "タッチ"ボタンを押すごとにメダルが投入される。

メダルの扱い方
- IN - 投入口から投入したメダルの行き先。デジタルメダル化（クレジット）・フィールド投入（フィールド）を選択可。
- OUT - フィールド落下メダルおよびダイレクトWINの払い出し先。デジタルメダル化（デジタル）・払出口（メダル）を選択可。

## スロット
スロットのストック数は最大10個で、最大数を超えるとオッズ（ODDS）と呼ばれるストックのレベルが上がる。レベルは5段階で、25枚→50枚→75枚→100枚→150枚の順に上がる。スタートチャッカーはフィールド手前の左右2箇所に存在するが、同時に複数のメダルがチャッカーに入っても1回しか回らない事があるなど判定がやや厳しい傾向にあり、スロットの抽選速度やメダルの落ち方によってはオッズアップが難しい場合がある。
スロットの当選役
- 「111」「333」「555」「999」＝確変モード開始。確変モードで揃った場合はモード継続。
- 「222」「444」「666」＝通常当選。確変モードで揃った場合はモード終了。なお再抽選が発生し、別の当選役に変更されることもある。
- 「777」＝ダイレクトルーレットチャンスへ。
- 「888」＝ボーナスゲームに挑戦（後述）。
- 「BALL」＝ボールをランダムに3個払い出し。赤・青・黄・？の4種類が存在する。当選する場合、原則リーチ演出なし。割合としては黄が多い。
- 「VENUS BALL」＝ヴィーナスボール（金色・後述）を1個払い出し。リーチ演出はあるが、当選時は別の演出に移行することはない。

「777」「888」以外が揃った場合は、オッズレベルに応じたメダルが払い出される(最高150枚)。通常モードで揃った時は「フィールドWIN」としてフィールド上に払い出され、確変モードで揃った時は「ダイレクトWIN」として先述のカスタムで設定した方法で払い出される。

### 確変モード
スロットで7を除く奇数数字が揃うと突入するモード。ダイレクトWINや7・8以外の数字が揃うとフィールドWINではなくダイレクトWINとなる。8を除く偶数数字が揃うとモード終了となる（コナミ製メダルゲームとしては異例だが、今作は8がボーナスゲームであるため）。
確変モード中はスロット当選ではフィールドにメダルが払い出されないため、メダルやボールを落とすのが少々難しくなる。
継続中は獲得配当の合計値が画面隅に表示され、終了時に全画面表示される（終了時の配当も含まれる）。またe-AMUSEMENT PASS（後述）使用時には、プレイデータに継続回数および配当合計値の自己ベストが記録される。
確変モード時の当選役
- 通常時の当選役全て。
- 「スーパー確変モード」=全10回転のスーパー確変モードに突入。
- 「ダイレクトWIN」=小当たり。オッズ÷5枚のメダルを獲得。スーパー確変モード中は枚数2倍。原則リーチ演出無しで3つ揃って当選するため、期待度大の予告演出後にこれがいきなり当選することも多い。

スーパー確変モード時の当選役
- 確変モード時の当選役のうち、2・4・6・スーパー確変モードを除く全て。
- 「スーパー確変モード継続」=スーパー確変モードの有効回転回数追加。
- 「DIRECT VENUS JPチャンス」=VENUS JPチャンスに挑戦。
- 「DIRECT FOUNTAIN JPチャンス」=FOUNTAIN JPチャンスに挑戦。

なおスロットが「スーパー確変モード継続」図柄を含むハズレとなった場合、スロットが氷で覆われることがあり、タッチパネル操作によってその氷を砕くと有効回転回数が追加されることがある。

## ボーナスゲーム
スロットで「888」をそろえると挑戦できるモード。ボーナスゲームは3種類。
うさぎタッチ
シルクハットの上からウサギが出てくる。モグラ叩きの要領で一定時間（数十秒）内にどれだけのウサギにタッチ出来るかというもの。何も飾りがないのが「ODDS Lv枚」・リボン付が「ODDS Lv+1枚」・眼帯付が「ODDS Lv+2枚」のメダルが加算される。制限時間が終了するとウサギの入った白いシルクハットが5個登場、継続か終了かルーレットチャンスに突入かを選ぶミニゲームが始まる。
- 終了（2個）：その時点で獲得したメダルがフィールド上に払い出される。
- 継続（2個）：次のラウンドへ。ラウンドが進むとリボンや眼帯を付けたウサギが若干多く出現するようになるが、出現時間も短くなり難易度は上がる。
- 7（1個）：それまでに獲得したメダルをフィールド上に払い出した後、ダイレクトルーレットチャンスへ移行する。

また、ラウンド3までいった場合、次の継続抽選は必ず終了が出る。
カードめくり
5枚のカードの中から宝箱を開けるためのカギを探すミニゲーム。カギを当てると宝箱が開くが、ガイコツを当てるとライフが1つ失われる。宝箱を1個開けるごとにメダルを「(ODDS Lv+1)×5枚」獲得でき、10個開けるとダイレクトルーレットチャンスに進む事が出来るが、スタート時に持っているライフ3個を全て失うとゲームオーバーとなり、その時点で獲得したメダルがフィールド上に払い出される。運に左右されるため正攻法で10個開けるのは難しいが、ライフ2個以下の時にメダルを20枚払う事でライフを1個回復できる（3回まで）。ダイレクトルーレットチャンスまで到達した場合、それまでに獲得したメダルをフィールド上に払い出した後、ダイレクトルーレットチャンスへ移行する。
すごろくゲーム
右下にあるサイコロを振り、16マス先にあるルーレットチャンスを目指すゲーム。サイコロ振れる回数は3回までで、マスは順番に10win→20win→30winと増えていき、途中には配当がx2になるマスや、もう1回振れるマスもある。途中で終わるとその時点で獲得したメダルがフィールド上に払い出される。16マスクリアするとそれまでに獲得したメダルをフィールド上に払い出した後、ダイレクトルーレットチャンスへ移行する。

## ルーレットステップ／（ダイレクト）ルーレットチャンス
フィールド上にはボールがあり、ヴィーナスボール以外のボールを1個落とすとルーレットステップが1つ進み、7個落とすとステップMAXとなり「ルーレットチャンス」に進む事が出来る。なお「ダイレクトルーレットチャンス」とは、上記の条件を満たさなくてもルーレットチャンスの権利を得ることである。なお前述の「らくらくモード」をONにすると、ルーレットステップのステップMAX部分にルーレットチャンスまでに必要なボール数が常に数字で表示される（通常はボール落下時のみ表示）。
ボールを1つ落とすと、ステップボーナスとしてボールの色に応じて様々な配当がもらえる。
- 赤：VENUS JPチャンスの項目が1マス増える。
- 青：FOUNTAIN JPチャンスの項目が1マス増える。
- 黄：フィールド上にメダル（5枚・同時に複数落とした場合は落としたボール数×5枚）が払い出される。
- ？：上記の3つのどれかになる。もしくは以下のように発展する。
  - ボールが分裂し、赤・青・黄のどれかのボール3個分の獲得（赤ならVENUS JPC3マス追加、青ならFOUNTAIN JPC3マス追加、黄ならフィールドWIN15枚）。
  - 「VENUS JPチャンス オッズ2倍」マスの出現。
  - 「ALL VENUS JPC」または「ALL FOUNTAIN JPC」（すべてのマスがJPC）に変化。
- 金：ヴィーナスボール。ダイレクトルーレットチャンスに挑戦出来る。ただしルーレットステップは進まない。

ルーレットチャンスは、画面上のルーレットと左右どちらかに設置されたクルーンと呼ばれるボール抽選機を使う。ルーレットをタッチ操作で回転させると、「Go!」の合図と同時に金色のボールがクルーン上を周回し、クルーン中央の穴にボールが入った瞬間にルーレットの矢印が指し示しているマスの配当がもらえる。
なお抽選開始時に回転速度を決められる他（ゆっくり回すと低速・素早く回すと高速、回転方向は固定）、決められた時間内であれば回転を加速させる事も出来る。これにより、操作次第で欲しい配当をある程度的確に狙う事も出来る。
ルーレットは全20マス。配当マスはVENUS JPCを基準に時計回りで「VENUS JPC」「BIG BONUS 100」「30」「?×10」「50」「DIRECT 100」「75」「?×5」「50」「BIG BONUS 100」の順に半周し、「FOUNTAIN JPC」からまた同じ並びで1周する。
赤・青ボールのルーレットステップによってJPCマスが埋まる順番は、通常は基準となるJPCの上1マス→基準となるJPCの下1マスの順で、JPCマスが2マス以上ある時にJPCマスに入ると、該当するJPCマスが1マスにリセットされる。なお、現在のバージョンでは「BIG BONUS 100」「DIRECT 100」がJPCで埋まることはなく、「BIG BONUS 100」「DIRECT 100」以外全て埋まった状態であっても直前に埋められたマスに上書きされる。
- 30/50/75WIN/BIG BONUS 100：フィールド上に該当枚数のメダルを払い出し。
- ？×5/10：ハテナメダルを獲得。ハテナメダルは実際に投入しないと何枚獲得するか分からない（5/10/20/30/50枚）。投入されたハテナメダルはフィールドWIN扱い。
- DIRECT 100：ダイレクトWIN100枚。
- VENUS JPC：VENUS JPチャンスに進む。
- FOUNTAIN JPC：FOUNTAIN JPチャンスに進む。

## JPチャンス
リングのポケット配列は、「JACKPOT・緑・青・赤・緑・青・赤・青・緑・赤・青・緑」の順になっている。
初回抽選のみ、タッチパネル操作によってリングの回転方向・抽選開始のタイミングをプレイヤーが決められ、指を離さずゆっくり動かすことで回転開始時の状態の微調整も可能。20秒間タッチパネル操作によって開始されない場合は自動的に抽選開始となる。抽選機はある程度回ると回転速度が落ちるため、より良いポケットを狙うには最初の微調整と抽選開始のタイミングが重要となる。

### VENUS JPチャンス
JPは大型JP「MEGA」「GIGA」「VENUS」と何枚獲得出来るか分からない「MYSTERY」の計4種類で、赤ポケットに入るたびにリングがレベルアップしていく。
こちらのJPはプログレッシブ・ジャックポットで、該当JPが当選した場合はJP値が初期値に戻る。
| ステージ      | 表示                                              | 緑         | 青         | 赤                                          | JACKPOT                          |
| ------------- | ------------------------------------------------- | ---------- | ---------- | ------------------------------------------- | -------------------------------- |
| 1stステージ   | MEGA JACKPOTチャンス                              | 100        | 200        | NEXT RING （2ndステージへ）                 | MEGA JP 標準設定で1000 - 2000枚  |
| 2ndステージ   | GIGA JACKPOTチャンス                              | 150        | 300        | NEXT RING （3rdステージへ）                 | GIGA JP 標準設定で2000 - 3000枚  |
| 3rdステージ   | VENUS JACKPOTチャンス                             | 200        | 400        | NEXT RING （Finalステージへ）               | VENUS JP 標準設定で3000 - 5000枚 |
| Finalステージ | ALL JACKPOT （アナウンスはVENUS JACKPOTチャンス） | MYSTERY JP | MYSTERY JP | JPポケットの対角はGIGA JP それ以外はMEGA JP | VENUS JP                         |

MYSTERY JPはFinalステージでのみ獲得可能。演出中にメダルを獲得出来るミニゲームが6回行われ、その合計がJP獲得枚数となる。前半3ゲームは松明に火を灯す→時計を回す→神殿のトーチに火を灯すの順で行われ、後半3ゲームは2個の貝のうちどちらかを選択する。うまくいけばVENUS JPの初期値3000枚を超えることも可能だが、失敗するとMEGA JPの初期値1000枚を下回ることもありうる。
なお、VENUS JPの枚数が上限値に達した状態で3rdステージに突入すると、JPポケットの反対側の赤ポケット（配当100枚）を除きすべてJPポケットに昇格する。
通常はシルバーボールで抽選が行われるが、ルーレットチャンスで「オッズ2倍」のマスに止まっていた場合はゴールドボールによって抽選が行われ、獲得メダルはジャックポットを含めすべて2倍となる。また、Finalステージに「MYSTERY JP」は存在せず、緑ポケット「MEGA JP」、青ポケット「GIGA JP」、赤およびJACKPOTポケット「VENUS JP」となり、こちらもそれぞれ配当が2倍になる。
例：VENUS JACKPOTが3500枚の場合、獲得メダルは7000枚。

### FOUNTAIN JPチャンス
ボールの入ったポケットが3つとも同じ色であれば、それに応じたJP配当が獲得出来る。FOUNTAIN JP以外は店舗毎に当選枚数設定が可能。
- 「WIND JACKPOT」:緑ポケット3回入賞。1000 ~  1500枚程度。
- 「OCEAN JACKPOT」:青ポケット3回入賞。1500 - 2000枚程度。
- 「SUNRISE JACKPOT」:赤ポケット3回入賞。2000 - 2500枚程度。
- 「FOUNTAIN JACKPOT」:JACKPOTポケット3回入賞。10000枚（フィールド上・ダイレクト各5000枚）。

最低2回抽選されるが、2・3回目は、1・2回目と違う色のポケットに入ると抽選終了となる（配当は2回目終了で50枚、3回目終了はWINDリーチで100枚・OCEANリーチで150枚・SUNRISEリーチで200枚。全てフィールドWIN）。
なおJACKPOTポケットはWILDポケットも兼ねており、入賞すると各色ポケットの代わりとなりリーチ以上が確定する（1回目WILD→2・3回目同色でJP、2回目WILD→3回目は1回目と同色でJP、1・2回目WILD（FOUNTAINリーチ）→JP確定、3回目WILD→JP当選）。
FOUNTAIN JPは3回連続入賞が条件の上JPポケットは全12ポケット中1個しかないため獲得が難しい（理論上の獲得率は1/(12^3)=1/1728≒0.06%弱）反面、半分の5000枚はダイレクトWINとして画面のメダルカウントに直接加算される（残り5000枚はフィールドWIN）。なおダイレクトWIN5000枚など獲得するメダルの量が膨大であるため、カスタム設定で払出口への払出しを指定している場合でもデジタルメダルでの払い出しとなる。

## チャンスタイム
約1時間に1回程度のペースで、確変モードや各JPチャンスなどのボーナスを獲得する事が出来る「チャンスタイム」が発生する。
ボーナスの種類は、確変モード（30枚）、ヴィーナスボール払い出し（50枚）、ダイレクトルーレットチャンス（100枚）、VENUS・FOUNTAIN各ダイレクトJPチャンス（300枚）などがあるが、状況によっては大きな損失を出してしまう場合もあるため戦略が必要となる（例：ダイレクトFOUNTAIN JPチャンス購入→2回目終了で50枚等）。
また、店の設定で出現するボーナスの種類を減らすこともできる。（例：各ダイレクトJPチャンスのみ出現させるなど）
ボーナスの種類はセンター画面のスロット抽選で決まり、決定後ステーションでチャンスタイム開始告知とともにボーナスと必要メダル数が表示され、手持ちのメダルカウント数から必要メダル数分のメダルを消費することでボーナスを獲得（購入）出来る。通常はチャンスタイム1回につき1個のみ購入可能だが、特定グループのコレクションアイテム（後述）を全て揃えることで2個購入可能となる。購入または「閉じる」ボタンでゲームに復帰する。閉じるボタンでショップを出た後も、チャンスタイム終了まで表示される「ショップに入る」ボタンを押せば再入店出来るが、購入後はアイテムに「終了」のシールが貼られボタンも消滅する（2個購入可能時の1回目後を除く）。
制限時間は3分だが、ルーレットチャンス・ジャックポットチャンス・マイページ等「ショップに入る」ボタンを押せない状況下においては、制限時間のカウントがストップし、ゲーム画面に戻り次第カウントが再開する。このためセンター画面で「終了です」と告知されてもステーション側ではショップに行ける時間が大いに残っている場合もある。なお、以前はボーナスが確変モードでなおかつ既に確変モードに突入している場合、制限時間がリセットされ続けて、確変モード終了時点で制限時間が残っていた場合購入すると再び確変モードに突入できたが（ただし前回の獲得WIN数は引き継がれない）、2012年7月のアップデート後は制限時間がリセットされなくなった。

## e-AMUSEMENT
コナミのネットワークサービスe-AMUSEMENTにも対応し、e-AMUSEMENT PASSカードまたは電子マネー対応携帯電話（おサイフケータイ）を使って遊ぶとプレイデータを保存出来る。また「マイページ」が有効になり、プレイデータの閲覧・「スキン」によるデジタルメダルや背景のカスタマイズが可能となる。
使用する場合は、ステーションの右上（左上）部にあるリーダーにPASSを置き、暗証番号を入力する（従来のプッシャーゲームと違いタッチパネル画面採用で入力必須に）。初めて遊ぶ場合は、プレイヤー名・生年月日・性別を登録する。誕生日にプレイすると何らかの特典が得られると思われる。
登録完了後プレイデータが作成されると、続いて「エッグチャンス」と呼ばれる抽選が始まる。画面上の抽選器を回すと卵が現れ、卵の中から出てきたコレクションアイテム・確変モード・いきなりジャックポットチャンス突入等のボーナスを得る事が出来る。エッグチャンスは原則として1日1回だけ挑戦可能だが、スマートフォンアプリとの連動によって回数が追加されたり良いボーナスが出やすくなることがある（後述）。またコレクションアイテムは21グループあり（2012年6月現在）、同じグループのアイテムが全て揃うと「コンプリートボーナス」としてスキンやゲームが有利になる特典を獲得できる。スキンは入手後にマイページから変更可能。なおスキンはオンラインサービス終了まで有効で、コンプリートボーナスがスキンであるアイテムを2セット以上コンプリートしても現時点では無意味といえる。
また専用サイト「e-AMUSEMENT GATE」に登録することで、パソコン・携帯電話（フィーチャーフォン）・スマートフォンからいつでもプレイデータやランキングを閲覧出来る。プレイデータ閲覧は筐体のマイページとほぼ同等だが、ランキング機能は強力で、全国および前回プレイした店舗の各種ランキングを1000位まで見る事が出来る。プレイデータおよび101位以下のランキング閲覧には月額315円の「e-AMUSEMENT ベーシックコース」への加入が必要。

## スマートフォンアプリ
アーケード版（筺体）の稼働開始とほぼ同時に体験版の配信開始。2012年6月20日から、コナミのスマートフォン向けメダルゲームアプリ「ミリオンパラダイス」の1ゲームとして正式に配信開始。2014年12月25日をもって終了した。Android 2.2以降およびiOS 4.3以降搭載のデバイスに対応。なお体験版はAndroidにのみ対応していたが、正式版でiOSにも対応している。ただし快適に遊ぶにはデバイス側にかなりのスペックが要求される。Android版は空き容量が200MB以上ある外部メモリーカードおよびAdobe Flash Player10.1以降必須・RAM容量1GB以上推奨。iOS版はiPhone 4以降のみ公式対応でそれ以外のデバイスは動作保証外となる。
現時点における筐体との主な違いは以下の通り。
- スロットのオッズは10→20→35→50→75WIN。また確変モード・ボーナスゲームが存在せず、7以外の奇数数字および8が当選してもフィールドWINとなる（7以外の奇数数字はオッズ×2倍・8は他の偶数数字と同じくオッズと同数）。（ただし、8を3つ揃う可能性はほとんどないので要注意）
- ボールは黄ボール・赤ボール・ヴィーナスボールの3種類で、青ボール・？ボールは存在しない。
- ルーレットチャンスのルーレットに「？×5」「？×10」「75WIN」がない代わりに、「コレクションアイテム」「エッグチャンス（筐体連動サービス有効時のみ）」「JP枚数 100UP（ジャックポット枚数100枚加算）」が追加。（しかし、メダルの払い出しはありません。）
- JPチャンスはVENUS JPチャンスのみで、JACKPOTも1種類だけである。アーケード版と違い、次のステージに進むたびに回転を操作することになるため、前ステージと回転方向を逆にすることも可能。なお公式サイトの説明画像から、体験版にはFOUNTAIN JPチャンスが実装されていたとみられるが、正式版には存在しない。配当は以下の通り。
  - 1stステージ：青・緑ポケット100WIN、赤ポケット：NEXT RING、JACKPOT：JP
  - 2ndステージ：青・緑ポケット200WIN、赤ポケット：NEXT RING、JACKPOT：JP+500WIN
  - 3rdステージ（最終ステージ）：青・緑ポケット300WIN、赤ポケット：500WIN、JACKPOT：JP+1000WIN
- 150枚を超える払い出し（2012年8月のアップデート以前は100WIN）があった場合は、通常のメダルが50枚払い出された後、残りのメダルが1枚で50枚の価値があるメダルとして払い出される。フィールド手前に落ちるとメダルを50枚獲得できるが、フィールド左右に落ちると獲得できないので注意。
- 黄色ボールを7球目に落とした場合、ステップボーナスの5WINはルーレットチャンス終了後に払い出される。赤色ボールのJPチャンスマス追加はルーレットチャンス開始前に発動する。
- コレクションアイテムは5グループ。コンプリートボーナスはダイレクトJPチャンス・ボーナスメダルなどでスキンは存在しない。しかし1セット目を揃えた後も2セット以上揃えると何度でもボーナスを貰える。このボーナスはアイテムを揃えた時点で即時発動するのではなく、マイページ内の「コレクションアイテム」で任意のタイミングで発動できる。

筺体との相互連動サービスもある。利用するには、e-AMUSEMENT GATEで筺体のプレイデータがあるe-AMUSEMENT PASSを紐付けたKONAMI IDと、「TSUTAYA.com kiwi」への登録が必要（KONAMI IDで登録可）。なお、連動サービスの利用だけであればGATEの「e-AMUSEMENT ベーシックコース」加入は不要。
- アプリ→筺体連動：アプリ版のルーレットチャンスで「エッグチャンス」を当てると、筐体のエッグチャンス抽選回数を追加できる「エッグチャンスチケット」を獲得できる。獲得したチケットは、紐付けているPASSを筐体側で認証すると使用できる。チケットは通常チケットの他に、マイページで指定されている店舗（大抵は獲得時点で前回プレイしていた店舗）でのみ使用可能なスペシャルチケットの2種類がある。1個のKONAMI IDで持てるチケット枚数は通常チケット3枚、スペシャルチケット1枚。枚数が全て上限に達すると当選してもチケットが貰えないため、既に持っているチケットを筺体で使用する必要がある。なお7月末までの期間限定で連動サービスに登録すると「イベントチケット」が1枚無条件で貰えるが、その後イベント等で再び配布されるかは不明。
- 筐体→アプリ連動：筐体でのゲーム終了後（紐付けているPASSの認証解除後）アプリ版で遊ぶと、メダルおよびアイテムの購入に必要なゲーム内通貨「パラダイスゴールド」を獲得できる。ただし、貰える通貨の多さは配当とは必ずしも比例しない。

## その他
- メダルの投入・払い出しは同じ場所で行っているため、メダルがフィールド上に払い出される時に、メダルを投入する時に移動できるバーを移動させることで払い出しの方向を変える事が出来る。
- デジタルメダルをメダルとして払い出す場合、払出上限の初期設定は450枚/回だが、実際は他のコナミ製メダルゲームと同様400枚/回が仕様上の上限となっており、一度に401枚以上の払い出しを試みるとアテンダントペイエラーが発生する（400枚以上は払い出せないという告知を掲載している店舗もあり）。
- MILLIONETのミリオンジャックポット・ミニジャックポットイベントが発生しても、通常のゲームは中断せずにそのまま進行し、スロットは画面右上に表示される。ジャックポット・セカンドチャンス共にダイレクトWINとなり、クレジット（画面上のメダルカウント）に直接加算される。
- 2012年5月26日前後に実施されたバージョンアップで、タイトルコール時にセンターモニター左画面上部に表示されていたバージョン番号が非表示に変更された。これによってプレイヤーは直接バージョンアップ情報を得ることができなくなり、更新を知るためには更新準備完了の通知が出ているかどうかで判断するしかなくなった。